# Wigandia ecuadorensis
Wigandia ecuadorensis är en strävbladig växtart som beskrevs av Cornejo. Wigandia ecuadorensis ingår i släktet Wigandia och familjen strävbladiga växter. Inga underarter finns listade i Catalogue of Life.